# Longue Marche 12
La Longue Marche 12 (LM-12, CZ-12 ou encore Chang Zheng 12, du chinois : 长征十二号 ; pinyin : Chángzhēng shí'èr hào) est un lanceur de la république populaire de Chine de puissance moyenne (10 tonnes en orbite basse) dont le premier vol a lieu le 30 novembre 2024. Il est développé par l'Académie de Shanghai pour la technologie des vols spatiaux (SAST).

## Caractéristiques techniques
Le lanceur Longue Marche 12, qui comporte deux étages, est haut d'une soixantaine de mètres pour un diamètre de 3,8 mètres. Ce dernier le démarque des autres lanceurs moyens chinois Longue Marche développés par les deux sociétés possédées par l'État chinois (CASC et SAST) qui ont tous un diamètre de 3,35 mètres découlant du gabarit maximum des transports ferroviaires. La propulsion des deux étages utilise un mélange semi-cryogénique kérosène/oxygène liquide. Le premier étage est propulsé par quatre moteurs-fusées à ergols liquides YF-100K d'une poussée unitaire de 1250 kilonewtons (soit 500 tonnes de poussée au décollage en tout). Pour les ingénieurs chinois, la mise au point de la Longue Marche 12 permettra de valider le fonctionnement de cette nouvelle version du moteur YF-100 dont 21 exemplaires doivent propulser le futur lanceur Longue Marche 10 développé pour les missions avec équipage à destination de la Lune. Le deuxième étage est propulsé par deux moteurs-fusées à ergols liquides YF-115 d'une poussée unitaire de 125 kilonewtons. Deux modèles de coiffe peuvent être utilisés, d'un diamètre de 4,2 et 5,2 mètres. Le lanceur est capable de placer 10 tonnes en orbite basse et 6 t en orbite héliosynchrone, ce qui en fait un lanceur un peu moins puissant que la fusée Longue Marche 7,.

## Installations de lancement
La fusée Longue Marche 12 décolle depuis un nouveau complexe de lancement comprenant deux pas de tir construit à cet effet à proximité de la base de lancement de Wenchang qui sera administré par les autorités civiles (contrairement aux autres complexes de lancement gérés par les militaires), ce qui devrait faciliter son utilisation par les acteurs commerciaux. L'un des deux pas de tir sera utilisé par la Longue Marche 8 tandis que le deuxième aux caractéristiques moins élaborées (pas de tour de service afin de simplifier les opérations de lancement) sera mis en œuvre par la Longue Marche 12. Mais alors que les autres fusées Longue Marche de deuxième génération et à ergols liquides (Longue Marche 5, 7 et 8) ne peuvent décoller que de Wenchang, la Longue Marche 12 pourra à terme (l'avancement des travaux n'est pas connu) décoller de tous les autres centres spatiaux chinois (Bases de lancement de Xichang, Taiyuan et Jiuquan).

## Liste des lancements
| N° vol | N° série | Date (UTC)             | Base de lancement | Charge utile                      | Orbite | Identifiant COSPAR | Notes                 |
| ------ | -------- | ---------------------- | ----------------- | --------------------------------- | ------ | ------------------ | --------------------- |
| 1      | Y1       | 30 novembre 2024 14:25 | Wenchang LC-2     | Hulianwang Jishu Shiyan 5A JSW-03 | LEO    |                    | Succès. Vol inaugural |